# Escudo de la Universidad de La Rioja
El escudo de la Universidad de La Rioja está formado por una caja de color rojo con las letras "u" y "R" en blanco extraídas de los códices emilianenses, un rectángulo gris, que simboliza el Camino de Santiago, y la onda azul del río Oja; junto a dicha estructura deberá aparecer la leyenda "UNIVERSIDAD DE LA RIOJA".
El Título Octavo (De los emblemas, las ceremonias, los honores y distinciones) de los Estatutos de la Universidad de La Rioja, en su artículo 180.1., establece que: "El emblema de la Universidad de La Rioja, que aparecerá en su escudo, su bandera y su sello (...) El emblema de la Universidad de La Rioja deberá figurar en lugar destacado de los inmuebles a ella pertenecientes, lucirá preeminentemente en los actos académicos y será impreso en toda la documentación universitaria (Art.180.2.). 3. El emblema de la Universidad de La Rioja formará parte de su patrimonio, y sólo podrá ser empleado por ella misma o por aquellos a quienes otorgue la correspondiente licencia, siempre que su uso se ajuste a los fines expresamente consignados en el documento de concesión. (Art.180.3)".
La Universidad de La Rioja, fundada en 1992, recoge la tradición y el testigo de los antiguos colegios y escuelas universitarias, así como del scriptorium de los Monasterios de San Millán de la Cogolla, declarados Patrimonio de la Humanidad y considerados cuna del español. En 1999, la UR recibió la Medalla del Gobierno de La Rioja en dicho enclave.